# Kentarō Moriya
Kentarō Moriya (jap. 森谷 賢太郎 Moriya Kentarō; ur. 21 września 1988 w Jokohamie, prefekturze Kanagawa) – japoński piłkarz występujący na pozycji pomocnika, zawodnik Júbilo Iwata.

## Życiorys

### Kariera klubowa
Od 2011 roku występował w japońskich klubach Yokohama F. Marinos i Kawasaki Frontale.
1 stycznia 2019 podpisał kontrakt z japońskim klubem Júbilo Iwata, umowa do 31 stycznia 2020; bez odstępnego.

## Sukcesy

### Klubowe
Kawasaki Frontale
- Zwycięzca J1 League: 2017, 2018
- Zdobywca drugiego miejsca Pucharu Japonii: 2016
- Zdobywca drugiego miejsca Pucharu Ligi Japońskiej: 2017
- Zdobywca drugiego miejsca Superpucharu Japonii: 2018